# Jörg Lühdorff
Jörg Lühdorff, né le 16 mai 1966 à Düsseldorf, est un réalisateur et scénariste allemand.

## Biographie
Dès ses 15 ans, Jörg Lühdorff se lance dans la composition de fiction, entre autres un roman pour la radio, Madonna hilf. Après un stage auprès d'une société de cinéma, il débute comme caméraman assistant et ingénieur du son pour des documentaires et des longs-métrages. De 1991 à 1997 il se forme à l’Académie du film du Bade-Wurtemberg, avec Michael Verhoeven, Nico Hofmann et Volker Schlegel. Depuis lors, il a réalisé des spots publicitaires pour Telekom, Brot für die Welt et plusieurs téléfilms. Il a aussi écrit le scénario de certains téléfilms.

## Filmographie (partielle)
- 1993 : In bester Gesellschaft
- 1995 : Das Leben danach – Himmlische Aussichten (court-métrage)
- 1997 : Die Feuertaufe
- 1999 : Der Todeszug (téléfilm, scénario également)
- 1999 - 2000 : L'Empreinte du crime (Die Cleveren) (série télévisée, deux épisodes)
- 2000 : Rats : L'invasion commence (téléfilm)
- 2002 : Der Wannsee-Mörder (de)
- 2003 : Das siebte Foto (de) (scénario également)
- 2004 : Rats 2 : L'Invasion finale
- 2005 : Die Pathologin – Im Namen der Toten
- 2007 : 2030 – Aufstand der Alten (en) (mini-série de trois épisodes, scénario également)
- 2008 : Avalanche (Die Jahrhundertlawine) (téléfilm)
- 2010 : Mordkommission Istanbul (de), série télévisée, épisode Die Steinernen Krieger (scénario seul)
- 2011 : 2030 – Aufstand der Jungen (de) (scénario également)
- 2014 : Devils Lake (scénario seul)
- 2015 : Marie Brand (de), série télévisée, épisode Marie Brand und der schöne Schein (de)
- 2017 - 2019 : Une équipe de choc (Ein starkes Team), série télévisée, trois épisodes : Vergiftet (68), Eiskalt et Der Sheriff
- 2020 : Verunsichert – Alles Gute für die Zukunft (de) (scénario également)
- 2021 : Liebe ist unberechenbar (de) (scénario seulement)
- 2021 : 8 Zeugen (de) (mini-série de 8 épisodes, scénario également)
- 2022 : Erzgebirgskrimi: Verhängnisvolle Recherche (téléfilm, scénario également)

## Récompenses
- Écran d’Argent de la fiction au Festival européen des 4 écrans à Paris pour 2030 – Aufstand der Alten
- Nomination en vue du Prix de la télévision allemande (de) 2007 dans la catégorie Meilleur téléfilm/mini-série pour 2030 – Aufstand der Alten
- Nomination au Festival de la Rose d'or dans la catégorie Meilleur drame pour 2030 – Aufstand der Alten
- Bourse du Bester Werbefilm (Meilleure publicité) pour Bond Spot et Telekom Spot
- ADC Junior 1996 pour Telekom Spot
- Klappe 1996 pour Telekom Spot
- Das Leben danach, Écrans sans frontières
- Grand Prix de la ville de Mühlhausen[Laquelle ?]